# Jaapiella
Jaapiella is een muggengeslacht uit de familie van de galmuggen (Cecidomyiidae).

## Soorten
- J. alpina (F. Low, 1885)
- J. bryoniae

Heggenrankknopgalmug (Bouché, 1847)
- J. buhri Stelter, 1975
- J. catariae Rübsaamen, 1916
- J. cirsiicola

Distelhoofdjesgalmug Rübsaamen, 1916
- J. clethrophila

Gele elzenbladgalmug Rübsaamen, 1917
- J. compositarum (Kieffer, 1888)
- J. crinita (Rübsaamen, 1891)
- J. cucubali (Kieffer, 1909)
- J. dittrichi (Rübsaamen, 1895)
- J. floriperda (F. Low, 1888)
- J. genistamtorquens (Kieffer, 1888)
- J. genisticola

Bremtopgalmug (F. Low, 1877)
- J. hedickei

Bevernelbladgalmug Rübsaamen, 1921
- J. hypochoeridis Sylvén, 1998
- J. inflatae (Rübsaamen, 1914)
- J. inulicola Fedotova, 1993
- J. jaapiana

Jaaps hopklavergalmug (Rübsaamen, 1914)
- J. knautiae Rübsaamen, 1917
- J. loticola

Gewone rolklavertopgalmug (Rübsaamen, 1889)
- J. moraviae (Wachtl, 1883)
- J. parvula

Heggenrankbloemgalmug (Liebel, 1889)
- J. picridis (Rübsaamen, 1912)
- J. pilosellae Sylvén, 1998
- J. reichardiae Sylvén, 1998
- J. rubicundula (Rübsaamen, 1891)
- J. sarothamni Rübsaamen, 1917
- J. scabiosae (Kieffer, 1888)
- J. schmidti

Weegbreegalmug (Rübsaamen, 1912)
- J. thalictri

Gewone ruitgalmug (Rübsaamen, 1895)
- J. vacciniorum

Bosbestopgalmug (Kieffer, 1913)
- J. veronicae

Gewone ereprijsgalmug (Vallot, 1827)
- J. viscariae (Kieffer, 1886)
- J. volvens Rübsaamen, 1917